# Arche Austria
L'Arche Austria – Verein zur Erhaltung seltener Nutztierrassen (Union pour la préservation des races d'utilité anciennes) est un organisme autrichien qui avec d'autres organisations de préservation, s'efforce de préserver les races domestiques anciennes du pays en danger d'extinction. Une quarantaine de races sont concernées, dont des races bovines, ovines, porcines, etc. L'union existe depuis 1987. Ses réussites les plus notables sont la préservation du mouton à lunettes de Carinthie et de la blonde de Carinthie qui avaient failli disparaître.